# スパークス (バンド)
スパークス（Sparks）は、アメリカ合衆国のロック&ポップ・バンド。1970年にロン（キーボード）とラッセル（ボーカル）のメイル兄弟によって結成された。最初はハーフネルソン（Halfnelson）というバンド名だった。

## 概略
スパークスは皮肉かつ辛辣な歌詞と、癖のある曲作りで知られる。
ライブでは天真爛漫で派手なアクションのラッセルと、キーボードの前に座りっぱなしでしかめ面をしているロンとのコントラストに象徴される独特なものである。
長い活動歴の中で、グラムロック、パワーポップ、エレクトロニック・ダンス・ミュージック、メインストリームのポップ・ミュージック、最近ではチェンバー・ポップ（またはバロック・ポップ）とそのジャンルは多岐にわたっている。しかし、スタイルは多様ながら、「スパークス・サウンド」と呼べるものが一貫して存在し、デビュー以来カルトなファン層を掴んでいる。ポピュラー音楽の発展にも大きく貢献し、1970年代後期にジョルジオ・モロダー（とその後にテレックス）とコラボレーションした時には、それまでの伝統的なロックバンドの形態を捨て、エレクトロニック・ポップ・デュオという新しい形態を発案した。彼等の影響を受けたというデペッシュ・モード、ニュー・オーダー、ゼイ・マイト・ビー・ジャイアンツらの評価と対照的に、絶え間なく変貌を遂げるスタイルとユニークなヴィジュアルから、変わったバンドと片付けられる場合もある。
彼等は2002年にリリースした『Lil' Beethoven』を「ジャンル定義の作品」と呼んだ。2006年の次作『ハロー・ヤング・ラヴァーズ』（通算20枚目のスタジオ録音アルバム）は評価においても売り上げにおいても久々の成功作だったが、彼等は依然として「ポップの慣習を避け」続けているようである。

## 歴史
スパークスの歴史は約50年にも及ぶ。1960年代にロサンゼルスのクラブ・シーンで活動を始め、1970年代中期にはイギリスでファンを獲得し、後期にはエレクトロニックの実験を、1980年代にはアメリカでもブレイクを果たし、映画製作にも着手。1990年代中期には音楽に戻り、ポップ・ミュージックの境界で活動を続けながら現在に至っている。

### ロサンゼルスでのスタート
ロン・メイル（Ron Mael、本名：ロナルド・デヴィッド・メイル Ronald David Mael、1945年8月12日 - ）とラッセル・メイル（Russell Mael、本名：ラッセル・クレイグ・メイル Russell Craig Mael、1948年10月5日 - ）のメイル兄弟はカリフォルニア州ロサンゼルス郡西部のパシフィック・パリセイズで育った。当時はLAクラブ・シーンの「黄金時代」で、ドアーズ、ラヴ、ザ・スタンデルズ（The Standells）らがサンセット・ストリップ（Sunset Strip）のウィスキー・ア・ゴーゴーで定期的にプレイし、ザ・ビーチ・ボーイズも「Teenage Fair」の午後のイベントで演奏していた。当時のロンとラッセルの姿は、ロック映画『The Big T.N.T. Show』（1966年）に出演したザ・ロネッツの観客の中に見ることができる。ともにカリフォルニア大学ロサンゼルス校（UCLA）に進み、ロンは映画とグラフィック・アートを、ラッセルは舞台美術と映画製作を学んだ。フォーク・ミュージック・シーンが嫌いで、「感情より知性に訴え、真面目で、そんなものにかかわっている時間はない」と思っていた。2人はザ・フー、シド・バレット時代のピンク・フロイド、キンクス、ザ・ムーブといった当時のイギリスのバンドに傾倒していき、自分たちを「Anglophilias（英国びいき）」と呼んでいる。
1968年、ロック評論家のジョン・メンデルスゾーン（ドラムス）とともにバンド「ハーフネルソン」を結成。ほどなくして、プロデューサーのトッド・ラングレンの目にとまった。ラングレンの説得で彼のマネージャーだったアルバート・グロスマンが設立したベアズヴィル・レコードがハーフネルソンと1970年末に契約した。ギターに大学の仲間のアール・マンキー、ベースにマンキーの弟ジェームズ・マンキーが加わり、ドラムはハーレー・ファインスタインに交代して、ラングレンのプロデュースでアルバム『ハーフネルソン』を制作して、1972年1月に発表。売り上げは悪かったが、ベアズヴィル・レコードの配給元だったワーナー・ブラザース・レコードへの移籍が決まり、マルクス兄弟をもじった「スパークス兄弟」を経て「スパークス」に改名した。デビュー・アルバムはスパークス名義で再発売され（『ファースト』）、そこから「Wonder Girl」という地域限定のマイナー・ヒットが生まれた。
続いて制作されたアルバム『ウーファー・イン・トゥイーターズ・クロージング』（1972年）でイギリス・ツアーが決まった。ロンドンのマーキー（Marquee Club）では、演奏中やじが多かったにもかかわらず、多くのカルト的ファンを獲得した。BBCテレビの『Old Grey Whistle Test』の出演は、番組ホストのボブ・ハリス（Bob Harris）の冷ややかな反応にもかかわらず、イギリス中から広く注目された。

### アルビオンの英国びいき
1973年、スパークスは「アルビオン」（グレートブリテン島の古名。つまりイギリスのこと）に活動の拠点を移した。かつてマーク・ボランが在籍していたジョンズ・チルドレンのオリジナル・メンバーだったジョン・ヒューレットがマネージャーとなり、彼等はアイランド・レコードと契約し、BBC Twoテレビの『Whistle Test』に出演した。新たにマーティン・ゴードン（ベース）、エイドリアン・フィッシャー（ギター）、ディンキー・ダイアモンド（ドラムス）が加わり、1974年にマフ・ウィンウッド（Muff Winwood）のプロデュースでアルバム『キモノ・マイ・ハウス』を発表。シングル・カットされた「ディス・タウン（This Town Ain't Big Enough for Both of Us）」が全英2位のヒットとなった。このヒットを受けて、BBCの看板番組『トップ・オブ・ザ・ポップス』に出演。派手なアクションのラッセルと地味な服で無表情にキーボードを弾くロンのコントラストは大きかった。番組出演の翌日にゴードンが解雇された。同アルバムからの2枚目のシングル盤「アマチュア・アワー（Amteur Hour）」も、全英7位を記録する。
続けて、アルバム『恋の自己顕示（Propaganda）』（1974年）と『スパーク・ショー（Indiscreet）』（1975年）を発表。プロデューサーは前者がウィンウッド、後者がトニー・ヴィスコンティ（Tony Visconti）だった。前者から「家には帰れない（Never Turn Your Back On Mother Earth）」と「サムシング・フォー・ザ・ガール（Something for the girl with everything）」後者から「若さでスイング（Get in the swing）」と「恋はルックで（Looks, looks, looks）」がそれぞれシングル・カットされ、ヒットした。

### アメリカへの帰還
1976年、メイル兄弟は故郷であるロサンゼルスに戻った。自分達の音楽が飽きられはじめたのではという心配から、より「アメリカン」なサウンドに変更しようとプロデューサーにルパート・ホルムズ（Rupert Holmes）を迎えアルバム『ビッグ・ビート』を、翌1977年にはジミー・アイナーらとの共同プロデュースでアルバム『イントロデューシング』をリリースした。どちらもスタジオ・ミュージシャンとのレコーディングだった。しかし、この新たなる「ウェストコースト」サウンドは失敗だった。「個性の喪失」ととられたからだった。1976年には映画にも進出し、出演を断ったキッスの代役としてパニック映画『ジェット・ローラー・コースター（Rollercoaster）』に出演した。
前2作の失敗で、自分たちが「今何をすべきなのか」という境遇にいることに気づいた。1979年まで、2人はロック・バンドの形態を試行錯誤し、よりエレクトロニックな方向に向かうことにした。2人はディスコ・サウンドの象徴ともいえるドナ・サマーの『I Feel Love』のクリエイター、ジョルジオ・モロダーを尊敬していることをドイツ人ジャーナリストに打ち明けたところ、彼がモロダーの友人であることがわかり、その縁からモロダーのプロデュースによるアルバム『No.1イン・ヘブン』（1979年）が完成した。このアルバムは「スパークス・サウンド」の見直しのみならず、バンドとは何かという概念に対するチャレンジでもあり、台頭してきたエレクトロ・ポップ・バンドに影響を与えた。続いて1980年にはアルバム『ターミナル・ジャイブ』を発表した。「When I'm With You」がフランスで大ヒットとなり、1年間アルバムのプロモーションでフランスに滞在した。この曲はオーストラリアでも14位のヒットとなった。
新しいサウンドをツアーでやるには電子機器類はあまりに持ち運びにくいとわかったので、『弱い者いじめ』（1981年）、『パンツの中の用心棒（ゾウさんの悩み）』（1982年）、『イン・アウター・スペース』（1983年）といったアルバムでは伝統的なバンド形態に戻された。『イン・アウター・スペース』からシングル・カットした「クール・プレイス（Cool Places）」がビルボードHOT 100の49位のヒットとなった。このトラックはゴーゴーズのジェーン・ウィードリンとのコラボレーションで、ウィードリンは一時期自分でスパークスのファン・クラブを運営していたことがあり、またスパークスを地元のヒーローと讃えるロサンゼルスのラジオ局KROQ-FMもそのヒットに貢献した。

### 映画製作
1980年代の終わりから1990年代初期にかけて映画製作の仕事に関わった。とくに映画化を熱望したのは日本の漫画『舞（Mai, the Psychic Girl）』で、ティム・バートンが興味を持ったにもかかわらず、6年間かけた企画は立ち消えになってしまった。

### 再び音楽へ
1994年、久々にアルバム『官能の饗宴』をリリースし、「麗しの"マイ・ウェイ"」「接吻とチャーリー・パーカー」がシングル・カットされヒットした。1997年には、フェイス・ノー・モア、イレイジャー、ジミー・ソマーヴィル（Jimmy Somerville）らとのコラボレーションで自分たちの曲をカバーしたアルバム『プレイジャリズム〜盗作の世界』をリリースした。このアルバムは半分はロンドンでトニー・ヴィスコンティによって録音され、残り半分は兄弟がロサンゼルスに建てたスタジオで兄弟自らの手によって録音された。1998年、『官能の饗宴』の中で兄弟がトリビュート・ソング「ツィ・ハークは映画監督」を捧げたツイ・ハーク監督の映画『ノック・オフ（Knock Off）』（ジャン＝クロード・ヴァン・ダム主演）の音楽を「ロン・メイル&ラッセル・メイル」名義で手掛けた。2000年にはアルバム『ボールズ』をリリースしたが、一般の反応は「かろうじて没落しないでいるスパークス」と冷ややかなものだった。

### 2002年 - 2006年のリバイバル
2002年、自ら「ジャンル定義の作品」と呼んだアルバム『Lil' Beethoven』をリリースした。ストリングやコーラスに擬似クラシック的なアレンジが施されたこのアルバムは、再びバンドへの関心を集めた。『レコード・コレクター（Record Collector）』誌はこのアルバムを「2002年のベスト・ニュー・アルバム」とし「……おそらくこれまでの長い活動のうちで最も刺激的かつ興味深いリリース」と続けた。『レコード・コレクター』誌はさらに2003年にも「本当にこれまで作られた最高のアルバムの1枚だと感じる」と絶賛している。イギリスを含むヨーロッパ・ツアーでは毎回コンサートの前半に同アルバムの曲を全曲演奏し、後半に定番曲を披露した。このツアーには、タミー・グローヴァー（ドラムス）と元フェイス・ノー・モアのギタリスト、ディーン・メンタが参加した。長くスパークスのファンだったモリッシーは自ら管理運営する2004年のメルトダウン・フェスティヴァル（Meltdown Festival）にスパークスを招き、スパークスは出世作である『キモノ・マイ・ハウス』と『Lil' Beethoven』をそれぞれ全曲演奏した。
2006年2月、20枚目のスタジオ録音アルバムとなる『ハロー・ヤング・ラヴァーズ』がリリースされた。前作の延長と受け止められ、「……シニカル、知的、とてもとてもファニー」と絶賛を受ける一方、一部のレビューではウィット、風刺、リリカルな繰り言の繰り返しで退屈でうんざりすると批判されもした。
当時、多くのバンドには音楽的野心と実験精神が欠けていると見ていて、現在のポピュラー音楽の傾向にはついていけないという姿勢を取っている。実際に、『ハロー・ヤング・ラヴァーズ』は現代の多くのロックに対する軽蔑から作られたものである。とはいえ、エミネム、アウトキャスト、フランツ・フェルディナンド、Belisha、そしてモリッシーには称賛を惜しんでいない。
兄弟はアメリカのテレビ番組『ギルモア・ガールズ』の第6シーズン最終回に出演し、『ハロー・ヤング・ラヴァーズ』に収録されている「パーフューム」を演奏した。また、2006年9月ロンドン・フォーラムでのライブDVDをリリースした。

### 2008年
2008年、アルバム『エキゾチック・クリーチャーズ・オブ・ザ・ディープ』と、そこから先行シングル・カットしたシングル「Good Morning」をリリースした。5月と6月にはロンドンで21夜におよぶ「Sparks Spectacular」を敢行し、それまでのアルバムを年代順に毎夜1枚ずつ全曲演奏し、最終夜の6月13日は新作のプレミアとなった。

### 2021年
レオス・カラックス監督のミュージカル映画『アネット』で原案と音楽を担当。エドガー・ライト監督によるドキュメンタリー映画『スパークス・ブラザーズ（The Sparks Brothers）』が公開され、再び大きな注目を集めた。

## メンバー
- ロン・メイル (Ron Mael) - キーボード
- ラッセル・メイル (Russell Mael) - ボーカル

### 過去および現在のメンバーまたはアルバム&ライブの参加メンバー
（最後のカッコの中の数字は何枚目かのアルバムかを示す）
- ジョン・メンデルスゾーン（John Mendelsohn）ドラムス
- アール・マンキー（Earle Mankey）ギター（1、2）
- ジェームズ・マンキー（James Mankey）ベース（1、2）
- ハーレー・ファインスタイン（Harley Feinstein）ドラムス（1、2）
- マーティン・ゴードン（Martin Gordon）ベース（3）
- エイドリアン・フィッシャー（Adrian Fisher）ギター（3、4）
- ノーマン・"ディンキー"・ダイアモンド（Norman "Dinky" Diamond）ドラムス（3、4、5）
- トレヴァー・ホワイト（Trevor White）ギター（4、5）
- イアン・ハンプトン（Ian Hampton）ベース（4、5）
- クリスティ・ハイドン（Christie Haydon）パーカッション（16） - 現在は女優に転身。
- サル・メイダ（Sal Maida）ベース（6）
- ジェフリー・サレン（Jeffrey Salen）ギター（6）
- ヒリー・ボーイ・マイケルズ（Hilly Boy Michaels）ドラムス（6）
- ベン・ベネイ（Ben Benay）（7）
- アラン・ブロードベント（Alan Broadbent）（7）
- デイヴィッド・フォスター（David Foster）（7）
- エド・グリーン（Ed Greene）（7）
- デヴィッド・ペイチ（David Paich）（7）
- マイク・ポーカロ（Mike Porcaro）（7）
- レイニー・プレス（Reinie Press）（7）
- リー・リトナー（Lee Ritenour）（7）
- トム・ロッテラ（Thom Rotella）（7）
- キース・フォーシィ（Keith Forsey）ドラムス（8）
- ボブ・ハーグ（Bob Haag）ギター（10、11、12、13、14）
- レスリー・ボーム（ボーエン）（Leslie Bohem）ベース（10、11、12、13、14） - 後に脚本家に転身（『ダンテズ・ピーク』『デイライト』『アラモ』など）
- デヴィッド・ケンドリック（David Kendrick）（10、11、12、13、14）- 後（1987年）にディーヴォに加入(1991年脱退)。
- ジェームズ・グッドウィン（James Goodwin）シンセサイザー（12）
- ジョン・トーマス（John Thomas）キーボード（13、14）
- タミー・グローヴァー（Tammy Glover）ドラムス（18、19、20、21）
- ディーン・メンタ（Dean Menta）ギター（19、20、21）
- ジム・ウィルソン（Jim Wilson）ギター（20）
- スティーヴン・シェーン・マクドナルド（Steven Shane McDonald）ベース（20）
- スティーブン・ニスター（Steven Nistor）ドラムス
- マーカス・ブレイク（Marcus Blake）

## ディスコグラフィ

### アルバム
- 『ハーフネルソン』 - Sparks / Halfnelson (1971年)
- 『ウーファー・イン・トゥイーターズ・クロージング』 - A Woofer in Tweeter's Clothing (1972年)
- 『キモノ・マイ・ハウス』 - Kimono My House (1974年)
- 『恋の自己顕示』 - Propaganda (1974年) ※旧邦題『プロパガンダ』
- 『スパーク・ショー』 - Indiscreet (1975年)
- 『ビッグ・ビート』 - Big Beat (1976年)
- 『イントロデューシング』 - Introducing Sparks (1977年)
- 『No.1イン・ヘブン』 - No. 1 In Heaven (1979年)
- 『ターミナル・ジャイブ』 - Terminal Jive (1980年)
- 『弱い者いじめ』 - Whomp That Sucker (1981年)
- 『アンガスト・イン・マイ・パンツ』 - Angst in My Pants (1982年) ※旧邦題『パンツの中の用心棒』
- 『イン・アウター・スペース』 - In Outer Space (1983年)
- Pulling Rabbits Out of a Hat (1984年)
- Music That You Can Dance To (1986年)
- 『インテリア・デザイン』 - Interior Design (1988年)
- 『官能の饗宴』 - Gratuitous Sax & Senseless Violins (1994年)
- 『プレイジャリズム〜盗作の世界』 - Plagiarism (1997年)
- 『ボールズ』 - Balls (2000年)
- Lil' Beethoven (2002年)
- 『ハロー・ヤング・ラヴァーズ』 - Hello Young Lovers (2006年)
- 『エキゾチック・クリーチャーズ・オブ・ザ・ディープ』 - Exotic Creatures Of The Deep (2008年)
- The Seduction of Ingmar Bergman (2009年) ※ミュージカルのサウンドトラック集で、正式アルバムにはカウントされていない
- 『トゥー・ハンズ・ワン・マウス・ライブ・イン・ヨーロッパ』 - Two Hands, One Mouth: Live in Europe (2013年)
- 『F.F.S』 - FFS (2015年) ※FFS名義。フランツ・フェルディナンドとの共作
- 『ヒポポタマス』 - Hippopotamus (2017年)
- A Steady Drip, Drip, Drip (2020年)
- 『涙のラテ』 - The Girl Is Crying in Her Latte (2023年)
- 『MAD!』 - Mad! (2025年)

## 日本公演
出典。
- 2001年
  - 1月22日 大阪・心斎橋CLUB QUATTRO
  - 1月24日 東京・渋谷CLUB QUATTRO
- 2006年
  - 10月20日 東京・Shibuya O-EAST
  - 10月22日 京都・京都大学西部講堂
- 2008年
  - 7月26日 フジロックフェスティバル
- 2009年
  - 4月23 - 24日 東京・Shibuya O-EAST
  - 4月26日 大阪・BIG CAT
- 2012年
  - 1月11日 東京・Shibuya O-EAST
- 2013年
  - 1月8日 東京・渋谷CLUB QUATTRO
- 2013年
  - 7月26日 フジロックフェスティバル
- 2015年
  - HOSTESS CLUB ALL-NIGHTER (F.F.S(Franz Ferdinand & Sparks)として出演)
- 2017年
  - 10月24 - 25日 東京・東京キネマ倶楽部
- 2018年
  - 8月18日 サマーソニック（ミッドナイト・ソニック）
  - 8月20日 渋谷CLUB QUATTRO（SUMMER SONIC EXTRA）
- 2022年
  - 8月19日 サマーソニック（ソニックマニア）
  - 8月21日 サマーソニック（サマソニ大阪）
  - 8月22日 WWWX
- 2023年
  - 7月22日 duo MUSIC EXCHANGE
  - 7月24日 なんばハッチ
  - 7月25日 LINE CUBE SHIBUYA
- 2025年
  - 6月8日 ロームシアター京都
  - 6月10日 Zepp Namba
  - 6月12 - 13日 EX THEATER ROPPONGI